# Sea of Voices
"Sea of Voices" é uma canção gravada pelo produtor musical estadunidense Porter Robinson, lançada em 3 de março de 2014 como o primeiro single de seu álbum de estreia, Worlds. A faixa revelou o tom de Worlds como emocional e nostálgico, ao contrário de seu antigo estilo "pesado" de complextro. "Sea of Voices" apresenta vocais não creditadas de Breanne Düren, e atingiu a posição 28 na Dance/Electronic Songs, da Billboard.

## Composição e lançamento
"Sea of Voices" foi a primeira coisa que ouviram de Worlds. Eu meio que [o lancei] do nada, então a impressão permanente de muitas pessoas de como é esse álbum é baseada nessa música. Eu gosto da música porque é tocante, é bonita. Essas são algumas das minhas coisas favoritas sobre ela."

 — Robinson em uma entrevista com a Cuepoint.
Robinson afirmou que "Sea of Voices" é uma de suas faixas favoritas do álbum, além de "Divinity", "Goodbye to a World", "Sad Machine", "Fellow Feeling" e "Flicker". Ele afirmou que a canção passou por muitas versões, incluindo uma versão onde ele usou a voz Avanna, de Vocaloid, para fornecer a vocal. "Sea of Voices" foi o primeiro single que foi lançado de Worlds, em março de 2014. Robinson afirmou que a Astralwerks, a gravadora sob a qual ele assinou, queria lançar "Shepherdess", uma faixa de EDM mais "pesada", como primeiro single, mas Robinson recusou. Ele queria fazer exatamente o oposto, e lançar a faixa que menos o lembrava de dance music. Ele decidiu lançar "Sea of Voices" primeiro, para inspirar conversas entre seus fãs sobre sua mudança de estilo, e lançou "Shepherdess" como faixa bônus na versão em vinil de seu álbum.

## Recepção
Em geral, "Sea of Voices" foi bem recebido pelos críticos. Elissa Stolman elogiou Robinson na faixa dizendo "Esta foi a primeira faixa que ouvi de Worlds e me surpreendeu. Falei sobre ela para meus amigos esnobes e contei como ele criou a primeira faixa de EDM ambiental que eu já ouvi. Uma batida começa mais tarde, mas os primeiros minutos confrontam os sintetizadores lentos e grandes com ... nada. Sem bateria". Em sua análise mista de Worlds, Derek Staples da Consequence of Sound declarou que "Sea of Voices" estava "alguns meses tarde demais para inclusão na trilha sonora de Divergente". Andy Kellman, jornalista da Allmusic, disse de "Sea of Voices" que, "Por mais de três minutos, nada mais é do que cordas que aumentam suavemente, sinos de vento e a voz distante de Breanne Düren arrulhando, e então uma batida lenta entra e desaparece a tempo de Düren cantar, como uma canção de ninar, algo vago sobre o mundo desmoronando".

## Posição nas tabelas musicais
| Tabela (2014)                                     | Posição de pico |
| ------------------------------------------------- | --------------- |
| Estados Unidos (Billboard Dance/Electronic Songs) | 40              |